# Antonio Aura Boronat
Antonio Aura Boronat (Alcoi, 10 de febrer de 1848 - 20 de desembre de 1922) fou un polític valencià, diputat a les Corts Espanyoles durant la restauració borbònica.
Va fer els seus estudis a Madrid, on va deixar inacabada la carrera de filosofia i lletres, i va aprendre anglès a Gibraltar. Establit a Linares, des del diari El Fomento hi va defensar la revolució de 1868. El 1869 va tornar a Madrid, on va col·laborar a les revistes i diaris El Constitucional, Revista Contemporánea i Revista de España, on defensà la política de Nicolás María Rivero. Fou elegit diputat republicà pel districte d'Alcoi a les eleccions generals espanyoles d'agost de 1872 i 1873, i a les Corts es va posar de part dels anomenats possibilistes, dirigits per Emilio Castelar i Eleuterio Maisonnave Cutayar.
Durant la restauració borbònica ingressà al Partit Republicà Possibilista, del que en fou el cap a Alcoi el 1883, i des de 1884 fou el redactor de política internacional al diari El Globo de Madrid. A les eleccions generals espanyoles de 1891 fou novament candidat per Alcoi pel seu partit, però fou derrotat per José Canalejas y Méndez. Això el va fer apartar-se un temps de la política, però el 1901 va ingressar al Partit Liberal-Demòcrata, dirigit per Canalejas, i fou elegit diputat per Barbastre a les eleccions generals espanyoles de 1901, 1903, 1905, 1907, 1910, 1914, 1916, 1918 i 1919. El 1902 fou nomenat Director General d'Obres Públiques, com també havia estat Subsecretari de Governació. A les eleccions generals espanyoles de 1920 fou escollit novament pel sector del comte de Romanones. El 1910 i el 1916 va exercir de vicepresident del Congrés dels Diputats

## Obres
- William Shakespeare / Víctor Hugo ; traducción de Antonio Aura Boronat (¿hacia 1909?) (traducció al castellà)
- La muerte de la República Española (1922)